# Танфильев, Гавриил Иванович
Гаврии́л Ива́нович Танфи́льев (22 февраля [6 марта] 1857, Ревель — 1 сентября 1928, Одесса, СССР) — русский и советский учёный, профессор, ботаник, почвовед и географ.

## Биография
Родился 22 февраля (6 марта) 1857 в семье корабельного смотрителя Балтийской таможни.
Среднее образование получил в Ревельской классической гимназии, которую окончил в 1876 году.
В 1877 году он поступил на физико-математический факультет Петербургского университета, вначале на математическое отделение, через два года перешёл на естественное отделение.
Во время учёбы в университете Г. И. Танфильеву приходилось испытывать затруднения в материальных условиях, так как родители, обременённые большой семьёй, не могли ему помогать. Для получения средств к существованию он был вынужден заниматься частными уроками.
Среди учителей Г. И. Танфильева в Петербургском университете были профессора А. Н. Бекетов и В. В. Докучаев, влияние которых определило направление научной деятельности молодого учёного.
В 1883 году окончил Петербургский университет со степенью кандидата. По совету В. В. Докучаева он избрал для кандидатской работы тему «К вопросу о флоре чернозёма». Принял участие в экспедициях под руководством В. В. Докучаева.
В 1885 году он поступил на работу в Департамент земледелия Министерства государственных имуществ, в котором проработал до 1892 года. Во время работы в министерстве он продолжает заниматься научной деятельностью, всесторонне изучая растительность и физико-географические особенности России.
В 1892 году В. В. Докучаев предложил Г. И. Танфильеву принять участие в качестве ботаника в большой экспедиции по изучению природы русских степей. По материалам этой экспедиции Г. И. Танфильевым была написана работа «Пределы лесов на юге России», которую он защитил в 1895 году в Петербургском университете в качестве магистерской диссертации. В этом же году он был приглашен в Петербургский университет на должность приват-доцента и начал читать студентам курс ботанической географии. Одновременно он поступает на работу в Петербургский ботанический сад, в начале в должность младшего консерватора, а затем становится (с 1899 г.) главным ботаником этого сада.
В 1899—1903 годах продолжал экспедиционную деятельность: он изучал природу Барабы и Кулундинской степи — своеобразных областей Западной Сибири, исследовал Архангельскую, Олонецкую и Вологодскую губернии и в Закавказье.
В 1894—1904 годах работал в Санкт-Петербургском ботаническом саду и одновременно в Императорском Санкт-Петербургском университете.
В связи с прогрессирующим туберкулёзом, ему требовалось лечение и смена влажного петербургского климата, поэтому он был вынужден переехать на жительство на юг России. В 1904 году он принял участие в конкурсе на замещение должности профессора географии Новороссийского университета (ныне — Одесский национальный университет имени И. И. Мечникова) (в Одессе) и был на неё избран. В 1905 году Танфильев Г. И. переехал в Одессу и работал здесь до конца жизни. В стенах университета им была создана одна из лучших в русских университетах кафедра географии, и подготовлено много учеников. В период реорганизации университета (1920—1933 гг.) он возглавлял (до 1928 г.) научно-исследовательскую кафедру физической географии и геологии в Одесском институте народного образования.
На основании новых материалов, полученных в результате личных экспедиций, он подготовил докторскую диссертацию «Пределы лесов в полярной России по исследованиям в тундре тиманских самоедов». В 1912 году он успешно защитил её в Петербургском университете, получив ученую степень доктора географии.
В советский период Г. И. Танфильев продолжил научную и педагогическую деятельность[уточнить].
4 сентября 1928 года он скончался на 72-м году жизни. Похоронен на Втором Христианском кладбище Одессы.
В честь Г. И. Танфильева названы:
- бухта (бухта Танфильева, Курильские острова, остров Танфильева, название бухте присвоено после 1946 года)[5];
- остров (остров Танфильева, название острову присвоено после 1946 года)[5];
- пик в Антарктиде (пик Танфильева, горы Принс-Чарльз, 71°10′ ю.ш., 66°09′ в.д., пик обследован Советской Антарктической экспедицией в 1972—1973 гг.)[5];
- пролив (пролив Танфильева, Курильские острова)[5].

## Награды и премии
- 1908 — золотой медалью имени Петра Петровича Семёнова ИРГО[6].
- 1926 — Константиновской медалью ИРГО.

## Членство в организациях
Научная деятельность Г. И. Танфильева была тесно связана с научными обществами — Петербургским обществом естествоиспытателей и особенно с Вольным экономическим обществом.
С 1888 года он был секретарем Почвенной комиссии Вольного экономического общества, а с 1899 года стал её председателем, в 1911 года избран президентом Новороссийского общества естествоиспытателей.
Он состоял почетным членом Московского университета и Владимирского общества любителей естествознания.
Он был выдвинут в члены Академии наук СССР, однако не дожил до выборов.

## Научная деятельность
Г. И. Танфильев, как учёный, был характерным представителем бекетовско-докучаевской школы. Основными направлениями в его научной деятельности было изучение тундр, болот, русских степей, их растительность и почва. В его трудах нашли решение широкие общебиологические вопросы о причинах безлесья степей и тундр, о взаимоотношениях леса и степи.

### Изучение степей

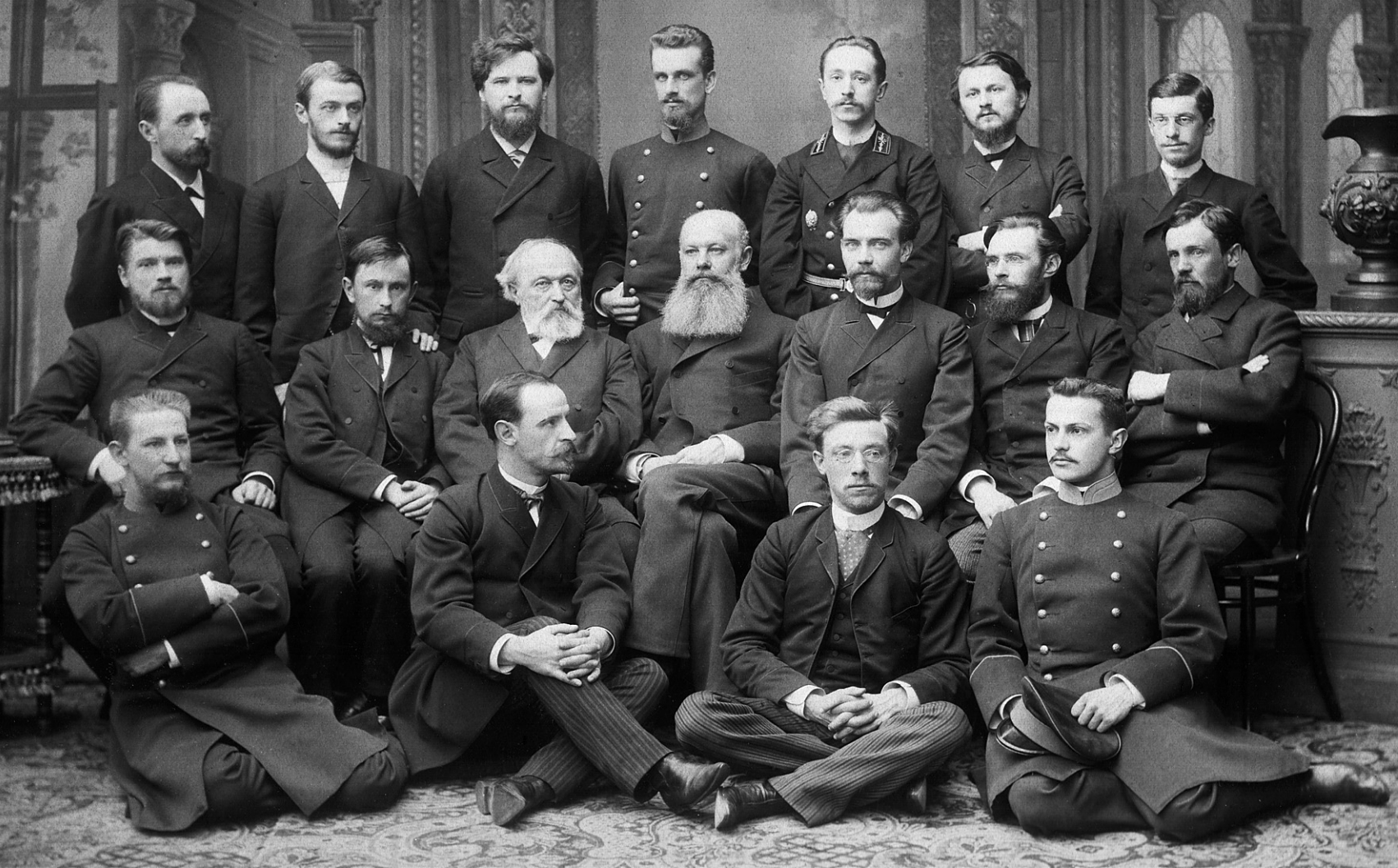
Профессора Василий Васильевич Докучаев и Александр Васильевич Советов со своими учениками — участниками экспедиции В. В. Докучаева.
Слева направо, средний ряд: К. Д. Глинка, Г. И. Танфильев, А. В. Советов, В. В. Докучаев и др.

Теоретические представления Г. И. Танфильева по этим вопросам были сформулированы им ещё в его кандидатской работе 1889 года «К вопросу о флоре чернозёма».
Образование чернозёма Танфильев связывал не только с гниением травянистой растительности, но и с другим непременным условием этого процесса — влиянием подстилающих почву материнских пород — лёсса. Лёсс, богатый содержанием извести, связывает продукты разложения растительных остатков и образует с ним прочное соединение — гумус, или перегной, что и приводит к образованию чернозёма — характерной почвы степей.
Появление на степных чернозёмах особой, свойственной только им растительности, Танфильев связывал со значительным содержанием в этих почвах углекислой извести и поваренной соли. Флора чернозёма, по мнению Танфильева, является флорой известковых почв, подстилаемых лёссом.
Мысль о влиянии засоленности почв на состав растительности в общей форме высказывались учителями Танфильева — Бекетовым (1877) и Докучаевым (1891), но именно Танфильев глубоко обосновал и развил эти взгляды.
Танфильев писал, что в местах благоприятных для скопления растворимых солей, развивается солончаковая растительность. На почвах, где соли в значительной степени вымыты водами, появляется растительный лес. На лесных опушках зимой скопляется много снега, весной он долго лежит и медленно тает, вымывая соли из почв. Таким образом, присутствие леса способствует дальнейшему выщелачиваю примыкающих к нему почв чернозёмной степи, создавая условия для поселения на этих почвах древесной растительности. В итоге, освобождая почвы от солей, лес теснит степные растения и занимает их место: лес наступает на степь.
Во многих своих трудах Г. И. Танфильев высказывал мысль о том, что существование русских чернозёмных степей не обуславливается климатом; граница между лесом и степью не является климатической. Граница степи, по мнению Танфильева, проходит там, где почва становится не известковой.
Танфильев считал, что в доисторические времена степи были более обширными, распространялись на север дальше, чем в настоящее время, — включая Владимирскую и часть Московской губернии.
Рассматривая вопрос о границах доисторических степей в Европейской России (1896), Танфильев обращал внимание на границу между хвойными и широколиственными лесами. Он утверждал, что последние расположены на почвах, подстилаемых лёссовидными породами, и замечал, что северная граница чернозёма идет обычно не далее 75 км, к югу от указанной пограничной линии между этими типами леса. Полосу между этими двумя границами, где подпочвой всюду служит лёсс, Танфильев и считал областью доисторических степей. По его мнению, ранее почвы здесь были чернозёмными, но лес, постепенно надвигаясь на эту степную область, способствовал выветриванию и исчезновению чернозёма вследствие промывания почв дождевыми и талыми снеговыми водами.
Для определения степени засолённости степных почв Танфильев разработал так называемый «метод вскипания», который широко используется в практике полевых почвенных исследований. Он состоит в том, что степные почвы при смешивании с разведённой соляной кислотой вскипают, вследствие наличия в них известковых солей.
Изучая растительность Крыма (1902) Танфильев занимался выяснением причин безлесия Яйлы. По его мнению, обильное орошение почв на Яйле, позднее освобождение почв из-под снега, кратковременность здесь бесснежного и безморозного периода — всё это создаёт условия, благоприятствующие развитию луговой растительности и препятствующие развитию леса.

### Изучение тундр
В течение многих лет Г. И. Танфильев, путешествуя по русскому северу, изучал растительность и почвы тундр. Он утверждал, что на севере, под натиском травянистой растительности, лес отступает к югу. Причину этого отступания он видел не в климатических, а в почвенных условиях: моховой покров и торфяники, образующие на лесных опушках, вызывают заболачивание и охлаждение почв, поскольку мох и торф — плохие проводники тепла, и в связи с этим поднятие уровня мерзлоты. Вследствие этого появляется угнетённое состояние, а затем и гибель лесных опушек и постепенное отступание леса к югу. Отступание полярной границы дуба Танфильев связывал с этими же причинами.
Таким образом, в жизни растений тундры Г. И. Танфильев видел ту же зависимость от почвенных условий, что и у степных растений, с той лишь разницей, что в степи гибель лесных растений вызывают почвенные соли, а на севере уровень мерзлоты.

### Изучение болот
Изучая процессы заболачивания, Г. И. Танфильев, проводил обширные исследования болот Европейской России (1888, 1889, 1890, 1895, 1898). Причинами заболачивания почв, он считал плохую проницаемость грунта и, в связи с этим, застаивание воды; продолжительное время разлива рек или озёр; образование в почве на небольшой глубине прослоек рудяка или ортштейна, не проницаемых для воды, а также появление на пожарищах в лесу и на лесосеках некоторых растений, которые образуют на поверхности земли плотный дерновой слой, подобный войлоку, что затрудняет просачивание воды в почву и задерживает на поверхности атмосферные осадки.
Совместно с торфмейстером Л. А. Сытиным он составил первую в стране библиографию «Указатель главнейшей литературы о болотах и торфянниках Европейской России и их утилизации в сельском хозяйстве и промышленности».
Танфильев, впервые дал классификацию болот Европейской России (1898), выделив следующие главные типы болот и торфяников:
I. Низовые или пойменные болота и торфяники.
1. Тростниковые болота:

А) пресноводные

Б) жестководные

В) солоновидные

2. Зыбуны

3. Болотистые кислые луга (и луговые кочкарники)

4. Травянистые торфяники

5. Гипновые торфяники (из мхов Hypnum)
II. Ключевые торфяники
6. Известково-ключевые

7. Железисто-ключевые (и ольховые трясины)
III. Верховые, неразливные, боровые, сфагновые болота и торфяники.
8. Сфагновые болота

9. Сфагновые торфяники

10. Сфагно-кустарниковые торфяники с мёрзлым ядром (бугристые торфяники в тундрах).
Глубокие и важные исследования Г. И. Танфильева, в которых он разбирает комплекс вопросов, связанных с изучением болот: влияние болот на климат, значение их в питании рек, проблемы осушки и пр., — позволяют говорить о нём, как об основателе болотоведения в России.

## Научные теории
В вопросах разработки общебиологических идей и теорий Г. И. Танфильев, судя по его трудам, может быть охарактеризован как эволюционист. Особенно глубоко он разрабатывал проблему взаимосвязи и взаимообусловленности почв и растительности. Он утверждал, что состав и физические свойства почв, как всякого естественноисторического тела, непрерывно изменяются, в зависимости от этого изменяется распределение и состав растительности; смена ландшафтов, таким образом, происходит в силу их собственной жизнедеятельности.
Тщательно и многосторонне разрабатывая взаимоотношение почв и растительности, может быть, в известной степени Танфильев допускал переоценку влияния почв на растительность, недооценивая влияния климата. Однако это обстоятельство не умаляет исторического значения его трудов, содержащих обширный, тщательно проверенный фактический материал, опираясь на который он строил общебиологические теории.
Работы Г. И. Танфильева явились основой, на которой продолжают разрабатываться современные представления о связи почв и растительности.
Г. И. Танфильев первый предложил деление Европейской России на физико-географические области (1896), установив следующие четыре области с их подразделениями:
I. Область северной России, или область ели.
1. Полоса тундры

А) Торфянисто-бугристая тундра

Б) Песчаная тундра

В) Глинистая тундра

Г) Каменистая тундра

2. Полоса болот и тайги

3. Полоса суходолов и смешанных лесов
II. Область южной России, или область древнестепная
4. Полоса бледноцветных лёссовых почв

5. Полоса чернозёмная

А) Предстепье

Б) Полоса сплошных чернозёмных степей
III. Область арало-каспийской солонцеватой пустыни
IV. Область Южного берега Крыма
В основном с некоторой детализацией и уточнениями эта схема принимается в ботанической географии до настоящего времени.
В 1903 году Г. И. Танфильев опубликовал обзор растительности всей России — «Главнейшие черты растительности России». Эта работа была единственной сводкой по данному вопросу почти до середины XX века. В ней изложена схема ботанико-географического районирования всей России, приведена основательная сводка имевшейся литературы, изложены общебиологические представления автора, в частности его взгляды о роли почв в развитии растительных ландшафтов.
При физико-географическом районировании Танфильев полагал, что более надёжным критериями являются почвенно-географические признаки, считая принятые в то время климатические линии и линии распространения древесных пород весьма проблематичным.
В 1923 году Танфильев опубликовал свою работу «Очерк географии и истории главнейших культурных растений». В этом произведении автор дает обзор главнейших факторов, влияющих на распределение растений, и характеризует ботанико-географические области. Далее излагаются данные по географии и истории главнейших культурных растений, расположенных по следующим группам: злаков, овощей, плодовых деревьев, каштанов, орехов, померанцевых, плодовых пальм, некоторых тропических плодовых растений, масличных и прядильных, сахароносов, табака и др.

Завершающим научным трудом Г. И. Танфильева была книга «География России» (1916—1931) — первый труд по научной географии России. Известный советский географ Л. С. Берг писал: 
« Книга эта, есть, конечно, плод громадной эрудиции автора и многих лет работы в поле и кабинете. Ничего подобного по богатству материала, исчерпывающему использованию литературных источников, добросовестности и знанию предмета наша литература до сих по не имела». (Л. С. Берг. Гавриил Иванович Танфильев / Природа, 1928, № 10, стр. 866).

## Память
Именем Г. И. Танфильева названы в Охотском море остров в Малой гряде Курильских островов и пролив между этим островом и островом Анучина.
В честь Г. И. Танфильева названа улица в Одессе.